# Bulbophyllum fulvibulbum
Bulbophyllum fulvibulbum är en orkidéart som beskrevs av Jaap J. Vermeulen. Bulbophyllum fulvibulbum ingår i släktet Bulbophyllum och familjen orkidéer. Inga underarter finns listade i Catalogue of Life.